# Christian Tămaș
Christian Tămaș (Letca-Salaj, Romania, 1964) és un escriptor, traductor i orientalista romanès. La seva obra inclou més de setanta-cinc llibres publicats, escrits originals i traduccions (prosa, poesia, teatre, assaig, etc.) de vuit idiomes (àrab, francès, italià, espanyol, català, portuguès, irlandès i anglès). Autor de monografies, estudis i assajos sobre la filosofia de la religió, que es caracteritzen per un enfocament multidisciplinari, entre les quals destaca Estratègies de Comunicació en l'Alcorà (versió romanesa del 2007 i anglesa del 2011).
Com a autor de contes i novel·les de factura filosòfica i psicològica amb accents fantàstics que exploren els abismes de la condició humana, és considerat per la crítica literària nacional el més interessant escriptor en el camp de l'exploració del fantàstic, especialment del misteriós. És el primer traductor al romanès de l'obra de Santa Teresa d'Àvila i de Sant Ignasi de Loiola i, fins ara, l'únic traductor al romanès de la literatura d'expressió irlandesa. És membre de la Unió dels Escriptors de Romania (sucursal d'Iasi), membre honorari de la Maison Naaman pour la Culture (Líban) i conseller d'Arts i Humanitats de l'IBC-Cambridge (Regne Unit). Ha guanyat el Premi de la Unió dels Escriptors de Romania (sucursal d'Iasi) i el Premi de Literatura Naji Naaman (Líban).